# Lone Oak (Géorgie)
Pour les articles homonymes, voir Lone Oak.
Lone Oak est une ville américaine située dans le comté de Meriwether, en Géorgie. Selon le recensement de 2020, sa population est de 114 habitants.